# Вписана сфера
Вписаната сфера в изпъкнал многостен е най-голямата съдържаща се в многостена сфера, която се допира до всяка от неговите стени. За тела като конус или цилиндър, вписаната сфера се допира до всички основи и образуващи. Вписаната сфера в тримерния случай е понятие, построено по аналогия с вписаната окръжност около фигура от равнината. 
За всички правилни многостени е определена вписана сфера по тази дефиниция. За повечето неправилни многостени такава сфера не съществува, но дори в тези случаи може да се определи най-голямата изобщо съдържаща се в такива тела сфера, със съответните вариации:
- сфера, която се допира до всички равнини, в които лежат стените на многостена (ако такава съществува);
- сфера, която се допира до определена част от стените на многостена (ако такава съществува);
- най-голямата сфера, която може да се съдържа във вътрешността на многостена.

За всяко от Платоновите тела (тези, чиито дуални сами са платонови) и за каталановите тела (които са дуални на архимедовите) има дефинирана вписана сфера. За архимедовите тела няма такава дефинирана.